# Yumi Tōmei
Yumi Tōmei (jap. 東明 有美, Tōmei Yumi; * 1. Juni 1972 in Gifu) ist eine ehemalige japanische Fußballspielerin.

## Karriere

### Verein
Sie begann ihre Karriere bei Iga FC Kunoichi, wo sie von 1988 bis 2000 spielte. Sie trug 1995 und 1999 zum Gewinn der Nihon Joshi Soccer League bei. 2000 beendete sie Spielerkarriere. 

### Nationalmannschaft
Tōmei wurde 1993 in den Kader der japanischen Nationalmannschaft berufen und kam bei der Asienmeisterschaft der Frauen 1993 zum Einsatz. Sie wurde in den Kader der Weltmeisterschaft der Frauen 1995, 1999 und Olympischen Sommerspiele 1996 berufen. Insgesamt bestritt sie 43 Länderspiele für Japan.

## Errungene Titel

### Mit Vereinen
- Nihon Joshi Soccer League: 1995, 1999

### Persönliche Auszeichnungen
- Nihon Joshi Soccer League Best XI: 1994, 1995, 1996, 1997, 1999